# Argentijnse volleybalploeg (mannen)
De Argentijnse mannenvolleybalploeg is de vertegenwoordigende nationale ploeg van Argentinië op internationaal volleybalniveau. Het team maakte zijn olympisch debuut in 1984, toen de selectie als zesde eindigde bij de Olympische Spelen in Los Angeles. De eerste olympische medaille uit de geschiedenis volgde vier jaar later, toen de ploeg de bronzen medaille won in Seoul. In Tokio won de ploeg in 2021 voor de tweede maal de bronzen medaille.

## Prestaties

### Olympische Spelen
- 1964 — Geen deelname
- 1968 — Geen deelname
- 1972 — Geen deelname
- 1976 — Geen deelname
- 1980 — Geen deelname
- 1984 — 6de plaats

Daniel Castellani, Hugo Conte, Alcides Cuminetti, Alejandro Diz, Waldo Kantor, Eduardo Martínez, Raúl Quiroga, Jon Emili Uriarte, Carlos Wagenpfeil en Leonardo Wiernes.
- 1988 —  Brons

Daniel Castellani, Daniel Colla, Hugo Conte, Juan Carlos Cuminetti, José De Palma, Alejandro Diz, Waldo Kantor, Eduardo Martínez, Raúl Quiroga, Jon Emili Uriarte, Carlos Weber en Claudio Zulianello.
- 1992 — Geen deelname
- 1996 — 8de plaats

Fernando Borrero, Jorge Elgueta, Sebastián Firpo, Sebastián Jabif, Leandro Maly, Guillermo Martínez, Marcos Milinkovic, Pablo Pereira, Guillermo Quaini, Eduardo Rodríguez, Alejandro Romano en Carlos Weber. Bondscoach: Daniel Castellani.
- 2000 — 4de plaats

Jerónimo Bidegain, Hugo Conte, Sebastián Firpo, Christian Lares, Leandro Maly, Pablo Meana, Marcos Milinkovic, Leandro Patti, Pablo Pereira, Juan Pablo Porello, Alejandro Spajic en Carlos Weber. Bondscoach: Carlos Getzelevich.
- 2004 — 5de plaats

Jerónimo Bidegain, Santiago Darraidou, Jorge Elgueta, Hernán Ferraro, Gastón Giani, Diego Gutiérrez, Pablo Meana, Marcos Milinkovic, Leonardo Patti, Pablo Peralta, Gustavo Porporatto en Alejandro Spajic. Bondscoach: Alberto Armoa.
- 2008 — Geen deelname
- 2012 — 5de plaats

Gabriel Arroyo, Nicolas Bruno, Iván Castellani, Facundo Conte, Pablo Crer, Luciano De Cecco, Alexis González, Federico Pereyra, Cristian Poglajen, Rodrigo Quiroga, Sebastian Solé en Nicolás Uriarte. Bondscoach: Carlos Weber.
- 2016 — Kwart finale - 5de - 8e plaats

Nicolás Bruno, Martín Ramos, Cristian Poglajen, Facundo Conte, Demián González, José Luis González, Sebastian Solé, Bruno Lima, Ezequiel Palacios, Pablo Crer, Luciano De Cecco en Alexis González. Bondscoach: Julio Velasco.
- 2021 —  Brons

Sebastian Solé, Matías Sánchez, Ezequiel Palacios, Bruno Lima, Santiago Danani, Martín Ramos, Augustín Loser, Federico Pereyra, Facundo Conte, Nicolás Méndez, Cristian Poglajen, Luciano De Cecco. Bondscoach: Marcelo Méndez

### Wereldkampioenschap
- 1949 — Geen deelname
- 1952 — Geen deelname
- 1956 — Geen deelname
- 1960 — 11de plaats
- 1962 — Geen deelname
- 1966 — Geen deelname
- 1970 — Geen deelname
- 1974 — Geen deelname
- 1978 — 22ste plaats
- 1982 —  Brons
- 1986 — 7de plaats
- 1990 — 6de plaats
- 1994 — 13de plaats
- 1998 — 11de plaats
- 2002 — 6de plaats

Marcos Milinkovic, Jorge Elgueta, Gustavo Porporatto, Javier Weber, Hugo Conte, Hernan Ferraro, Alejandro Spajic, Jeronimo Bidegain, Santiago Darraidou, Leonardo Patti, Pablo Meana, Gaston Giani en Nautico Hacoaj. Bondscoach: Carlos Getzelevich.
- 2006 — 13de plaats
- 2010 — 9de plaats

Martín Blanco Costa, Facundo Conte, Pablo Crer, Luciano de Cecco, Mariano Giustiniano, Alexis González, Demián González, Franco López, Lucas Ocampo, Federico Pereyra, Rodrigo Quiroga, Gustavo Scholtis, Sebastián Sole en Nicolás Uriarte. Bondscoach: Carlos Weber.
- 2014 — 11de plaats

Sebastián Garrocq, Facundo Conte, Sebastián Closter, Pablo Crer, Santiago Darraidou, Luciano De Cecco, Javier Filardi, José Luis González, Gustavo Porporatto, Rodrigo Quiroga, Martín Ramos, Sebastián Solé, Alejandro Toro en Nicolás Uriarte. Bondscoach: Julio Velasco.
- 2018 — 15de plaats

### Pan-Amerikaanse Spelen
- 1955 — Geen deelname
- 1959 — Geen deelname
- 1963 —  Brons
- 1967 — 7de plaats
- 1971 — Geen deelname
- 1975 — Geen deelname
- 1979 — Geen deelname
- 1983 —  Brons

Daniel Castellani, Hugo Conte, Alcides Cuminetti, Alejandro Diz, Carlos Getzelevich, Waldo Kantor, Eduardo Martínez, Daniel Quiroga, Raúl Quiroga, Jon Emili Uriarte, Carlos Wagenpfeil en Leonardo Wiernes.
- 1987 — 4de plaats
- 1991 —  Brons
- 1995 —  Goud

Fabián Barrionuevo, Fernando Borrero, Jorge Elgueta, Sebastián Jabif, Christian Lares, Marcos Milinkovic, Pablo Pereira, Guillermo Quaini, Eduardo Rodríguez, Alejandro Romano, Camilo Soto en Carlos Weber. Bondscoach: Daniel Castellani.
- 1999 — 4de plaats
- 2003 — Geen deelname
- 2007 — 6de plaats

Rodrigo Aschemacher, Ignacio Bernasconi, Lucas Chávez, Leandro Concina, Luciano De Cecco, Franco Giachetta, Gastón Giani, Martín Meana, Marcos Milinkovic, Lucas Ocampo, Gustavo Scholtis en Diego Stepanenko. Bondscoach: Jon Emili Uriarte
- 2011 —  Brons

Nicolas Bruno, Iván Castellani, Maximiliano Cavanna, Pablo Crer, Maximiliano Gauna, Mariano Giustiniano, Franco López, Federico Pereyra, Gonzalo Quiroga, Sebastián Solé, Alejandro Toro en Nicolás Uriarte. Bondscoach: Carlos Weber
- 2015 —  Goud

Sebastian Closter, Facundo Conte, Pablo Crer, Luciano de Cecco, Javier Filardi, Maximiliano Gauna, José Luis González, Rodrigo Quiroga, Martín Ramos, Sebastian Sole, Nicolas Uriarte en Luciano Zornetta. Bondscoach: Julio Velasco
- 2019 —  Goud